# Scillawäldle
Das Scillawäldle ist ein flächenhaftes Naturdenkmal auf dem Gebiet des Reutlinger Stadtteils Oferdingen im Landkreis Reutlingen in Baden-Württemberg.

## Kenndaten
Das Naturdenkmal wurde mit Verordnung vom 1. Juni 1999 unter dem Namen Scillawäldle ausgewiesen.

## Lage und Beschreibung
Das Naturdenkmal liegt westlich von Oferdingen. Es ist ein Eichen- und Buchenmischwald an einem Steilhang am Neckar mit einem massenhaften Vorkommen des zweiblättrigen Blausterns (Scilla bifola).
Das Naturdenkmal überlagert sich mit dem Biotop Scilla-Wald W Oferdingen mit der Biotopnummer 274214155029 sowie mit dem Biotop Doline W Oferdingen mit der Biotopnummer 274214156511. Die nördlichen Bereiche des Naturdenkmals überlagern sich mit dem Landschaftsschutzgebiet Mittleres Neckartal mit der Kennung 4.15.010 (RT) .

## Flora und Fauna
Laut Biotopkartierung kommen die folgenden Arten im Gebiet vor: 
Feldahorn, Spitzahorn, Berg-Ahorn, Moschuskraut, Knoblauchsrauke, Bärlauch, Buschwindröschen, Gelbes Windröschen, Aronstab,
Stachel-Segge, Wald-Segge, Gemeine Hainbuche, Gewöhnliche Waldrebe, Hohler Lerchensporn, Zweigriffeliger Weißdorn, Eingriffeliger Weißdorn,
Wald-Knäuelgras, Gewöhnlicher Dornfarn, Echter Wurmfarn, Gewöhnlicher Spindelstrauch, Rotbuche, Scharbockskraut, Gemeine Esche,
Wald-Gelbstern, Gewöhnliche Goldnessel, Gemeiner Hohlzahn, Ruprechtskraut, Echte Nelkenwurz, Gemeiner Efeu, Gefleckte Taubnessel,
Gewöhnlicher Liguster, Wald-Flattergras, Einbeere, Ährige Teufelskralle, Waldkiefer, Hain-Rispengras, Vielblütige Weißwurz, Hohe Schlüsselblume,
Vogelkirsche, Dunkles Lungenkraut, Geflecktes Lungenkraut, Stieleiche, Stachelbeere, Sal-Weide, Schwarzer Holunder,
Zweiblättriger Blaustern, Wald-Ziest, Große Sternmiere, Winterlinde, Bergulme, Efeu-Ehrenpreis, Kleines Immergrün, Wald-Veilchen,
Gemeine Hasel.